# Chameleons (film)
Chameleons è un film per la televisione del 1989 diretto, scritto e prodotto da Glen A. Larson.